# Habenaria vermeuleniana
Habenaria vermeuleniana är en orkidéart som beskrevs av Daniel Geerinck och Schaijes. Habenaria vermeuleniana ingår i släktet Habenaria och familjen orkidéer. Inga underarter finns listade i Catalogue of Life.